# Carlo Tommaso di Löwenstein-Wertheim-Rosenberg
Principe Carlo Tommaso Alberto Luigi Giuseppe Costantino di Löwenstein-Wertheim-Rosenberg (Schrozberg, 18 luglio 1783 – Heidelberg, 3 novembre 1849) fu un ufficiale austriaco durante le guerre napoleoniche e dal 1814 in poi, un membro dell'alta nobiltà senza terra.

## La famiglia
La nobile famiglia zu Löwenstein risale ai tempi dell'Elettore Palatino Federico il Vittorioso (1425–1476). I figli nati dal suo matrimonio morganatico con Clara Tott non erano in grado di ereditare le proprietà dei Wittelsbach, così formarono una famiglia nobile a parte. Dopo la morte del Conte Luigi III nel 1611, la famiglia si divise in due linee principali, la linea protestante dei Löwenstein-Wertheim-Virneburg (in seguito Freudenberg) e la linea cattolica dei Löwenstein-Wertheim-Rochefort.

## Biografia
Il Principe Carlo Tommaso era il primo figlio maschio nato dal matrimonio del Principe Domenico Costantino, Principe di Löwenstein-Wertheim-Rochefort (1762–1814) con Maria Leopoldina, Principessa di Hohenlohe-Bartenstein (1761–1807). Il Principe Carlo Tommaso aveva tre sorelle e tre fratellastri e sorellastre dal secondo matrimonio di suo padre. Egli ed il fratello minore Costantino furono allevati durante gli anni finali del Sacro Romano Impero. Erano molto consapevoli dei privilegi della classe dei Principi Imperiali. Furono educati alla corte di Würzburg e successivamente alla corte del Principe Clemente Venceslao di Sassonia, il Principe-Elettore di Treviri. Nulla si sa di qualsiasi istruzione superiore di cui Carlo Tommaso possa aver beneficiato. Nel 1802, partecipò ad una missione diplomatica della famiglia Löwenstein-Wertheim-Rosenberg a Parigi.
I territori di suo padre furono mediatizzati durante gli eventi successivi alla rivoluzione francese.  I territori Löwenstein furono divisi tra between i nuovi elevati Granducati di Baden e Assia e i Regni di Baviera e Württemberg. Carlo Tommaso si arruolò nell'esercito austriaco e combatté in molte battaglie delle guerre napoleoniche.  Più di recente, servì come maggiore nel Reggimento Galiziano Ulani "Prince of Schwarzenberg" n. 2. Nel 1812 e nel 1813, la famiglia perse il suo territorio sulla riva sinistra del Reno, tra cui Rochefort. Ciò portò ad un cambio di nome: il Casato di Löwenstein-Wertheim-Rochefort cambiò il suo nome in Löwenstein-Wertheim-Rosenberg.
Nel 1814, il padre di Carlo Tommaso morì. Si dimise dal servizio militare e su occupò dell'amministrazione dei beni di famiglia. Come membro della alta nobiltà, detenne un seggio nella Prima Camera in Baden, Baviera, Assia e Württemberg.  Tuttavia, egli ebbe poco interesse per le questioni politiche di quei quattro stati. All'inizio, i suoi alti funzionari si occuparono degli interessi dell'alta nobiltà. Dall'inizio del decennio del 1830, suo figlio Costantino fece lo stesso. Dopo che Costantino morì nel 1838, gli alti funzionari assunsero la funzione nuovamente. Durante tutta la sua vita, Carlo Tommaso sentì un forte legame con l'Impero austriaco e la sua dinastia regnante degli Asburgo. Sposò una donna austriaca e prese residenza permanente a Vienna nel decennio del 1840. Come diventò anziano, dedicò sempre più tempo alla sua fede cattolica e sviluppò una devozione, che servì da modello per il nipote e successore Carlo Enrico.

## Matrimonio e figli
Carlo Tommaso sposò il 29 settembre 1799 a Ellwangen la Contessa Sofia di Windisch-Grätz (1784–1848), una figlia di Joseph Nicholas von Windisch-Grätz. Ebbero i seguenti figli:
- Costantino (1802–1838), sposò la Principessa Agnese di Hohenlohe-Langenburg (1804–1835);
- Maria Leopoldina, (1804–1869), sposò suo zio, il Principe Costantino di Löwenstein-Wertheim-Rosenberg (1786–1844);
- Maria Luisa Adelaide Eulalia (1806–1884), sposò il Principe Camillo di Rohan (1800–1892);
- Sofia Maria Teresa (1809–1838), sposò il Principe Enrico XX di Reuss-Greiz;
- Maria Crescenzia Ottavia (1813–1878), sposò il Vittorio Alessandro di Isenburg-Büdingen-Birstein;
- Egidia Eulalia (1820–1895)

## Ascendenza
|                                                     |                                             |                                                 | Genitori                                           |  |  | Nonni |  |  | Bisnonni                                          |  |  | Trisnonni                                        |  |
|                                                     |                                             |                                                 |                                                    |  |  |       |  |  | Dominik Marquard zu Löwenstein-Wertheim-Rochefort |  |  | Maximilian Karl zu Löwenstein-Wertheim-Rochefort |  |
|                                                     |                                             |                                                 |                                                    |  |  |       |  |  | Dominik Marquard zu Löwenstein-Wertheim-Rochefort |  |  | Maximilian Karl zu Löwenstein-Wertheim-Rochefort |  |
|                                                     |                                             | Maria Polyxena Khuen von Lichtenberg und Belasi |                                                    |  |  |       |  |  | Dominik Marquard zu Löwenstein-Wertheim-Rochefort |  |  |                                                  |  |
| Theodor Alexander zu Löwenstein-Wertheim-Rochefort  |                                             |                                                 |                                                    |  |  |       |  |  | Dominik Marquard zu Löwenstein-Wertheim-Rochefort |  |  |                                                  |  |
|                                                     |                                             | Christina Francisca von Hessen-Wanfried         | Karl von Hessen-Wanfried                           |  |  |       |  |  |                                                   |  |  |                                                  |  |
|                                                     |                                             | Christina Francisca von Hessen-Wanfried         | Karl von Hessen-Wanfried                           |  |  |       |  |  |                                                   |  |  |                                                  |  |
|                                                     |                                             | Christina Francisca von Hessen-Wanfried         | Juliane Alexandrine von Leiningen-Dagsburg         |  |  |       |  |  |                                                   |  |  |                                                  |  |
| Dominik Constantin zu Löwenstein-Wertheim-Rochefort |                                             | Christina Francisca von Hessen-Wanfried         |                                                    |  |  |       |  |  |                                                   |  |  |                                                  |  |
|                                                     |                                             | Karl Ludwig von Leiningen-Dagsburg-Emichsburg   | Johann Friedrich von Leiningen-Dagsburg-Hartenburg |  |  |       |  |  |                                                   |  |  |                                                  |  |
|                                                     |                                             | Karl Ludwig von Leiningen-Dagsburg-Emichsburg   | Johann Friedrich von Leiningen-Dagsburg-Hartenburg |  |  |       |  |  |                                                   |  |  |                                                  |  |
|                                                     |                                             | Karl Ludwig von Leiningen-Dagsburg-Emichsburg   | Katharina von Baden-Durlach                        |  |  |       |  |  |                                                   |  |  |                                                  |  |
| Luise von Leiningen-Dachsburg-Hartenburg            |                                             | Karl Ludwig von Leiningen-Dagsburg-Emichsburg   |                                                    |  |  |       |  |  |                                                   |  |  |                                                  |  |
|                                                     |                                             | Caroline von Salm-Dhaun                         | Carl von Salm-Dhaun                                |  |  |       |  |  |                                                   |  |  |                                                  |  |
|                                                     |                                             | Caroline von Salm-Dhaun                         | Carl von Salm-Dhaun                                |  |  |       |  |  |                                                   |  |  |                                                  |  |
|                                                     |                                             | Caroline von Salm-Dhaun                         | Luise von Nassau-Ottweiler                         |  |  |       |  |  |                                                   |  |  |                                                  |  |
| Karl Thomas zu Löwenstein-Wertheim-Rosenberg        |                                             | Caroline von Salm-Dhaun                         |                                                    |  |  |       |  |  |                                                   |  |  |                                                  |  |
|                                                     | Karl Philipp Franz zu Hohenlohe-Bartenstein | Philipp Karl zu Hohenlohe-Bartenstein           |                                                    |  |  |       |  |  |                                                   |  |  |                                                  |  |
|                                                     | Karl Philipp Franz zu Hohenlohe-Bartenstein | Philipp Karl zu Hohenlohe-Bartenstein           |                                                    |  |  |       |  |  |                                                   |  |  |                                                  |  |
|                                                     | Karl Philipp Franz zu Hohenlohe-Bartenstein | Sophia Leopoldina von Hessen-Wanfried           |                                                    |  |  |       |  |  |                                                   |  |  |                                                  |  |
| Ludwig Leopold zu Hohenlohe-Bartenstein             | Karl Philipp Franz zu Hohenlohe-Bartenstein |                                                 |                                                    |  |  |       |  |  |                                                   |  |  |                                                  |  |
|                                                     |                                             | Sophia Friderica von Hessen-Homburg             | Ludwig Georg von Hessen-Homburg                    |  |  |       |  |  |                                                   |  |  |                                                  |  |
|                                                     |                                             | Sophia Friderica von Hessen-Homburg             | Ludwig Georg von Hessen-Homburg                    |  |  |       |  |  |                                                   |  |  |                                                  |  |
|                                                     |                                             | Sophia Friderica von Hessen-Homburg             | Christine zu Limpurg                               |  |  |       |  |  |                                                   |  |  |                                                  |  |
| Leopoldine zu Hohenlohe-Bartenstein                 |                                             | Sophia Friderica von Hessen-Homburg             |                                                    |  |  |       |  |  |                                                   |  |  |                                                  |  |
|                                                     |                                             | Christian Otto von Limburg-Stirum               | Moritz Hermann von Limburg-Styrum                  |  |  |       |  |  |                                                   |  |  |                                                  |  |
|                                                     |                                             | Christian Otto von Limburg-Stirum               | Moritz Hermann von Limburg-Styrum                  |  |  |       |  |  |                                                   |  |  |                                                  |  |
|                                                     |                                             | Christian Otto von Limburg-Stirum               | Elisabeth von Leiningen-Dachsburg                  |  |  |       |  |  |                                                   |  |  |                                                  |  |
| Polyxena von Limburg-Stirum                         |                                             | Christian Otto von Limburg-Stirum               |                                                    |  |  |       |  |  |                                                   |  |  |                                                  |  |
|                                                     |                                             | Carolina zu Hohenlohe                           | Philipp Ernst zu Hohenlohe                         |  |  |       |  |  |                                                   |  |  |                                                  |  |
|                                                     |                                             | Carolina zu Hohenlohe                           | Philipp Ernst zu Hohenlohe                         |  |  |       |  |  |                                                   |  |  |                                                  |  |
|                                                     |                                             | Carolina zu Hohenlohe                           | Franziska Barbara von Weltz                        |  |  |       |  |  |                                                   |  |  |                                                  |  |
|                                                     |                                             | Carolina zu Hohenlohe                           |                                                    |  |  |       |  |  |                                                   |  |  |                                                  |  |